# Campeonato Mundial de Natación de 2013
El XV Campeonato Mundial de Natación, denominado de forma corta Barcelona 2013 o BCN 2013, se celebró en Barcelona (España) entre el 19 de julio y el 4 de agosto de 2013 bajo la organización de la Federación Internacional de Natación (FINA) y la Real Federación Española de Natación (RFEN).
El campeonato fue adjudicado en 2009 a Dubái (Emiratos Árabes Unidos), sin embargo, en marzo de 2010 el comité organizador de este país renunció a la organización del evento. El 26 de septiembre de 2010 la FINA reeligió a Barcelona como sede, ciudad que había acogido anteriomente el Mundial de 2003.
Se realizaron competiciones de natación, natación sincronizada, saltos, natación en aguas abiertas, waterpolo y, por primera vez en la historia de estos campeonatos saltos de gran altura.

## Elección
Primer proceso
La FINA anunció del 4 de noviembre de 2008 las siete candidatas a ser sede del Mundial:
| - Belgrado ( Serbia) - Budapest y Balatonfüred ( Hungría) - Dubái ( Emiratos Árabes Unidos) - Hamburgo ( Alemania) | - Hong Kong ( China) - Madrid ( España) - Moscú ( Rusia) |

El 3 de marzo de 2009 fueron seleccionadas las tres ciudades candidatas finalistas: Dubái, Hamburgo y Moscú. El 18 de julio de 2009 se concedió la organización a Dubái, pero el 15 de mayo de 2010, la FINA anunció que la federación de natación del país árabe renunciaba a la organización del evento por motivos económicos y que se elegiría una nueva sede.
Segundo proceso
El 22 de julio de 2010 la FINA realizó un segundo proceso de selección para la sede del evento. En este proceso las 5 ciudades que se tomaron en consideración fueron:
| - Barcelona ( España) - Hamburgo ( Alemania) - Moscú ( Rusia) | - Seúl ( Corea del Sur) - Sídney ( Australia) |

El 26 de septiembre de 2010, en Punta del Este (Uruguay), la FINA seleccionó a Barcelona como la sede final.

## Instalaciones
Las competiciones se desarrollaron en las siguientes instalaciones:
- Palau Sant Jordi:[n 1] natación y natación sincronizada
- Piscina Municipal de Montjuic: saltos
- Puerto Viejo:[n 2] natación en aguas abiertas y saltos de gran altura
- Piscinas Bernat Picornell: waterpolo

## Imagen, promoción y medallas
El logotipo del campeonato, conocido como «Bajo el agua», muestra las siglas BCN 2013 en color azul claro y debajo su imagen simétrica puesta hacia abajo, en color azul oscuro, como si fuera reflejada en una superficie de agua. Más abajo se ve el nombre del evento en inglés, español y catalán, los tres idiomas oficiales del campeonato. La mascota es una gota de agua de diseño gaudiniano, compuesta por el típico trencadís catalán en diversos matices del color azul, cuyo nombre es Xop (la voz catalana xop es una onomatopeya del sonido que hace una gota de agua que cae y da con el suelo). Fue elegida el 22 de mayo de 2012 por medio de un concurso público en internet, al que se presentaron más de 200 propuestas. El autor de Xop es un joven diseñador menorquín.
Las medallas fueron diseñadas por el estudio LaGranja Design de Barcelona y hechas en la empresa valenciana The Medal Company. Consisten en dos hojas de bronce forjado, bañado en oro, plata o bronce, y con un acabado proof (alto contraste brillo-mate); ambas caras de la medalla están separadas por una capa de silicona con agua. Cuentan con 88 mm de diámetro y unos 300 g de peso y muestran en el anverso un mapamundi y el logotipo del evento, y en el reverso el logotipo de la FINA. El estilo original de las medallas se debe a la forma de sujeción, consistente en una cinta de silicona que abraza la pieza, simulando las cintas de las gafas de los nadadores; para ello fue necesario hacer un rebaje en el canto de la medalla.
Como embajadores fueron designados 13 importantes atletas de la historia de la natación española: Daniel Ballart, Lourdes Becerra, Julia Cruz, Manel Estiarte, Pedro García, Sergi López, David Meca, Anna Pardo, María Peláez, Iván Pérez, Irina Rodríguez, Jordi Sans Juan y Nina Zhivanevskaya.

## Organización
El 17 de febrero de 2011 se creó el Comité Organizador del campeonato, compuesto por las instituciones siguientes: la Real Federación Española de Natación, la Federación Catalana de Natación, el Consejo Superior de Deportes, la Generalidad de Cataluña, la Diputación de Barcelona, Ayuntamiento de Barcelona, la Delegación del Gobierno en Cataluña, el Puerto de Barcelona, Televisión Española y Televisió de Catalunya.
El Comité Organizador lo presidieron Fernando Carpena (presidente de la RFEN) y Maite Fandos, ambos en calidad de presidentes, y Sergi Pujalte como director general.

## Países participantes
Participaron 2293 deportistas de 181 federaciones nacionales afiliada a la FINA, repartidos de la siguiente forma: 1144 en natación, 173 en aguas abiertas,  308 en sincronizada, 231 en saltos, 21 en saltos de gran altura y 416 en waterpolo.

## Disciplinas
En este campeonato se disputaron 68 eventos oficiales, repartidos en 5 deportes acuáticos.
| Disciplina                                                                                   | Competiciones masculinas | Competiciones femeninas | Competiciones mixtas | Total        |
| -------------------------------------------------------------------------------------------- | ------------------------ | ----------------------- | -------------------- | ------------ |
| • Natación • Natación en aguas abiertas • Natación sincronizada • Saltos • Waterpolo • Total | 20 3 – 6 1 30            | 20 3 7 6 1 37           | – 1 – 1              | 40 7 12 2 68 |

## Calendario
| ● | Ceremonia de apertura | ● | Preliminares |  | Finales | ● | Ceremonia de clausura |

| Julio/agosto de 2013       | 20 Sá | 21 Do | 22 Lu | 23 Ma | 24 Mi | 25 Ju | 26 Vi | 27 Sá | 28 Do | 29 Lu | 30 Ma | 31 Mi | 01 Ju | 02 Vi | 03 Sá | 04 Do | Finales por deporte |
| -------------------------- | ----- | ----- | ----- | ----- | ----- | ----- | ----- | ----- | ----- | ----- | ----- | ----- | ----- | ----- | ----- | ----- | ------------------- |
| Ceremonias                 | ●     |       |       |       |       |       |       |       |       |       |       |       |       |       |       | ●     |                     |
| Natación                   |       |       |       |       |       |       |       |       | 4     | 4     | 5     | 4     | 5     | 5     | 6     | 7     | 40                  |
| Natación en aguas abiertas | 2     |       | 1     | 1     |       | 1     |       | 2     |       |       |       |       |       |       |       |       | 7                   |
| Natación sincronizada      | 1     | 1     | 1     | ●     | 1     | 1     | 1     | 1     |       |       |       |       |       |       |       |       | 7                   |
| Saltos                     | 1     | 1     | 2     | 2     | ●     | 1     | 1     | 1     | 1     |       |       |       |       |       |       |       | 10                  |
| Saltos de gran altura      |       |       |       |       |       |       |       |       |       | ●     | 1     | 1     |       |       |       |       | 2                   |
| Waterpolo                  |       | ●     | ●     | ●     | ●     | ●     | ●     | ●     | ●     | ●     | ●     | ●     | ●     | 1     | 1     |       | 2                   |
| Finales por día            | 4     | 2     | 4     | 3     | 1     | 3     | 2     | 4     | 5     | 4     | 6     | 5     | 5     | 6     | 7     | 7     | 68                  |

## Resultados de natación

### Masculino
| Evento                           | Oro                                                                                | Plata                                                                                    | Bronce                                                                                 |
| -------------------------------- | ---------------------------------------------------------------------------------- | ---------------------------------------------------------------------------------------- | -------------------------------------------------------------------------------------- |
| 50 m libre (03.08)               | César Cielo · Brasil · 21,32                                                       | Vladimir Morozov · Rusia · 21,47                                                         | George Bovell Trinidad y Tobago 21,51                                                  |
| 100 m libre (01.08)              | James Magnussen Australia 47,71                                                    | James Feigen Estados Unidos 47,82                                                        | Nathan Adrian Estados Unidos 47,84                                                     |
| 200 m libre (30.07)              | Yannick Agnel Francia 1:44,20                                                      | Conor Dwyer Estados Unidos 1:45,32                                                       | Danila Izotov · Rusia · 1:45,59                                                        |
| 400 m libre (28.07)              | Sun Yang China 3:41,59                                                             | Kosuke Hagino Japón 3:44,82                                                              | Connor Jaeger Estados Unidos 3:44,85                                                   |
| 800 m libre (31.07)              | Sun Yang China 7:41,36                                                             | Michael McBroom Estados Unidos 7:43,60                                                   | Ryan Cochrane · Canadá · 7:43,70                                                       |
| 1500 m libre (04.08)             | Sun Yang China 14:41,15                                                            | Ryan Cochrane · Canadá · 14:42,28                                                        | Gregorio Paltrinieri · Italia · 14:45,37                                               |
| 50 m espalda (04.08)             | Camille Lacourt Francia 24,42                                                      | Jérémy Stravius Francia Matthew Grevers Estados Unidos 24,54                             | —                                                                                      |
| 100 m espalda (30.07)            | Matthew Grevers Estados Unidos 52,93                                               | David Plummer Estados Unidos 53,12                                                       | Jérémy Stravius Francia 53,21                                                          |
| 200 m espalda (02.08)            | Ryan Lochte Estados Unidos 1:53,79                                                 | Radosław Kawęcki · Polonia · 1:54,24                                                     | Tyler Clary Estados Unidos 1:54,64                                                     |
| 50 m braza (31.07)               | Cameron van der Burgh Sudáfrica 26,77                                              | Christian Sprenger Australia 26,78                                                       | Giulio Zorzi Sudáfrica 27,04                                                           |
| 100 m braza (29.07)              | Christian Sprenger Australia 58,79                                                 | Cameron van der Burgh Sudáfrica 58,97                                                    | Felipe Lima · Brasil · 59,65                                                           |
| 200 m braza (02.08)              | Dániel Gyurta · Hungría · 2:07,23                                                  | Marco Koch · Alemania · 2:08,54                                                          | Matti Mattsson · Finlandia · 2:08,95                                                   |
| 50 m mariposa (29.07)            | César Cielo · Brasil · 23,01                                                       | Eugene Godsoe Estados Unidos 23,05                                                       | Frédérick Bousquet Francia 23,11                                                       |
| 100 m mariposa (03.08)           | Chad le Clos Sudáfrica 51,06                                                       | László Cseh · Hungría · 51,45                                                            | Konrad Czerniak · Polonia · 51,46                                                      |
| 200 m mariposa (31.07)           | Chad le Clos Sudáfrica 1:54,32                                                     | Paweł Korzeniowski · Polonia · 1:55,01                                                   | Wu Peng China 1:55,09                                                                  |
| 200 m cuatro estilos (01.08)     | Ryan Lochte Estados Unidos 1:54,98                                                 | Kosuke Hagino Japón 1:56,29                                                              | Thiago Pereira · Brasil · 1:56,30                                                      |
| 400 m cuatro estilos (04.08)     | Daiya Seto Japón 4:08,69                                                           | Chase Kalisz Estados Unidos 4:09,22                                                      | Thiago Pereira · Brasil · 4:09,48                                                      |
| 4 X 100 m libre (28.07)          | Francia Yannick Agnel Florent Manaudou Fabien Gilot Jérémy Stravius 3:11,18        | Estados Unidos Nathan Adrian Ryan Lochte Anthony Ervin James Feigen 3:11,42              | Rusia · Andrei Grechin · Nikita Lobintsev · Vladimir Morozov · Danila Izotov · 3:11,44 |
| 4 X 200 m libre (02.08)          | Estados Unidos Conor Dwyer Ryan Lochte Charles Houchin Ricky Berens 7:01,72        | Rusia · Danila Izotov · Nikita Lobintsev · Artiom Lobuzov · Alexandr Sujorukov · 7:03,92 | China Wang Shun Hao Yun Li Yunqi Sun Yang 7:04,74                                      |
| 4 X 100 m cuatro estilos (04.08) | Francia Camille Lacourt Giacomo Pérez-Dortona Jérémy Stravius Fabien Gilot 3:31,51 | Australia Ashley Delaney Christian Sprenger Tommaso D'Orsogna James Magnussen 3:31,64    | Japón Ryosuke Irie Kosuke Kitajima Takuro Fujii Shinri Shioura 3:32,26                 |

### Femenino
| Evento                           | Oro                                                                                  | Plata                                                                        | Bronce                                                                                       |
| -------------------------------- | ------------------------------------------------------------------------------------ | ---------------------------------------------------------------------------- | -------------------------------------------------------------------------------------------- |
| 50 m libre (04.08)               | Ranomi Kromowidjojo · Países Bajos · 24,05                                           | Cate Campbell Australia 24,14                                                | Francesca Halsall Reino Unido 24,30                                                          |
| 100 m libre (02.08)              | Cate Campbell Australia 52,34                                                        | Sarah Sjöström · Suecia · 52,49                                              | Ranomi Kromowidjojo · Países Bajos · 53,42                                                   |
| 200 m libre (31.07)              | Missy Franklin Estados Unidos 1:54,81                                                | Federica Pellegrini · Italia · 1:55,14                                       | Camille Muffat Francia 1:55,72                                                               |
| 400 m libre (28.07)              | Katie Ledecky Estados Unidos 3:59,82                                                 | Melanie Costa Schmid · España · 4:02,47                                      | Lauren Boyle Nueva Zelanda 4:03,89                                                           |
| 800 m libre (03.08)              | Katie Ledecky Estados Unidos 8:13,86 RM                                              | Lotte Friis Dinamarca 8:16,32                                                | Lauren Boyle Nueva Zelanda 8:18,58                                                           |
| 1.500 m libre (30.07)            | Katie Ledecky Estados Unidos 15:36,53 RM                                             | Lotte Friis Dinamarca 15:38,88                                               | Lauren Boyle Nueva Zelanda 15:44,71                                                          |
| 50 m espalda (01.08)             | Zhao Jing China 27,29                                                                | Fu Yuanhui China 27,39                                                       | Aya Terakawa Japón 27,53                                                                     |
| 100 m espalda (30.07)            | Missy Franklin Estados Unidos 58,42                                                  | Emily Seebohm Australia 59,06                                                | Aya Terakawa Japón 59,23                                                                     |
| 200 m espalda (03.08)            | Missy Franklin Estados Unidos 2:04,76                                                | Belinda Hocking Australia 2:06,66                                            | Hilary Caldwell · Canadá · 2:06,80                                                           |
| 50 m braza (04.08)               | Yuliya Yefimova · Rusia · 29,52                                                      | Rūta Meilutytė · Lituania · 29,9                                             | Jessica Hardy Estados Unidos 29,80                                                           |
| 100 m braza (30.07)              | Rūta Meilutytė · Lituania · 1:04,42                                                  | Yuliya Yefimova · Rusia · 1:05,02                                            | Jessica Hardy Estados Unidos 1:05,52                                                         |
| 200 m braza (02.08)              | Yuliya Yefimova · Rusia · 2:19,41                                                    | Rikke Møller Pedersen Dinamarca 2:20,08                                      | Micah Lawrence Estados Unidos 2:22,37                                                        |
| 50 m mariposa (03.08)            | Jeanette Ottesen Gray Dinamarca 25,24                                                | Lu Ying China 25,42                                                          | Ranomi Kromowidjojo · Países Bajos · 25,53                                                   |
| 100 m mariposa (29.07)           | Sarah Sjöström · Suecia · 56,53                                                      | Alicia Coutts Australia 56,97                                                | Dana Vollmer Estados Unidos 57,24                                                            |
| 200 m mariposa (01.08)           | Liu Zige China 2:04,59                                                               | Mireia Belmonte García · España · 2:04,78                                    | Katinka Hosszú · Hungría · 2:05,59                                                           |
| 200 m cuatro estilos (29.07)     | Katinka Hosszú · Hungría · 2:07,92                                                   | Alicia Coutts Australia 2:09,39                                              | Mireia Belmonte García · España · 2:09,45                                                    |
| 400 m cuatro estilos (04.08)     | Katinka Hosszú · Hungría · 4:30,41                                                   | Mireia Belmonte García · España · 4:31,21                                    | Elizabeth Beisel Estados Unidos 4:31,69                                                      |
| 4 X 100 m libre (28.07)          | Estados Unidos Missy Franklin Natalie Coughlin Shannon Vreeland Megan Romano 3:32,31 | Australia Cate Campbell Bronte Campbell Emma McKeon Alicia Coutts 3:32,43    | Países Bajos · Elise Bouwens · Femke Heemskerk · Inge Dekker · Ranomi Kromowidjojo · 3:35,77 |
| 4 X 200 m libre (01.08)          | Estados Unidos Katie Ledecky Shannon Vreeland Karlee Bispo Missy Franklin 7:45,14    | Australia Bronte Barratt Kylie Palmer Brittany Elmslie Alicia Coutts 7:47,08 | Francia Camille Muffat Charlotte Bonnet Mylène Lazare Coralie Balmy 7:48,43                  |
| 4 X 100 m cuatro estilos (04.08) | Estados Unidos Missy Franklin Jessica Hardy Dana Vollmer Megan Romano 3:53,23        | Australia Emily Seebohm Sally Foster Alicia Coutts Cate Campbell 3:55,22     | Rusia · Dariya Ustinova · Yuliya Yefimova · Svetlana Chimrova · Veronika Popova · 3:56,47    |

- RM – Récord mundial.

### Medallero
| Núm. | País              | Oro | Plata | Bronce | Total |
| ---- | ----------------- | --- | ----- | ------ | ----- |
| 1    | Estados Unidos    | 13  | 8     | 8      | 29    |
| 2    | China             | 5   | 2     | 2      | 9     |
| 3    | Francia           | 4   | 1     | 4      | 9     |
| 4    | Australia         | 3   | 10    | 0      | 13    |
| 5    | Hungría           | 3   | 1     | 1      | 5     |
| 5    | Sudáfrica         | 3   | 1     | 1      | 5     |
| 7    | Rusia             | 2   | 3     | 3      | 8     |
| 8    | Brasil            | 2   | 0     | 3      | 5     |
| 9    | Dinamarca         | 1   | 3     | 0      | 4     |
| 10   | Japón             | 1   | 2     | 3      | 6     |
| 11   | Lituania          | 1   | 1     | 0      | 2     |
| 11   | Suecia            | 1   | 1     | 0      | 2     |
| 13   | Países Bajos      | 1   | 0     | 3      | 4     |
| 14   | España            | 0   | 3     | 1      | 4     |
| 15   | Polonia           | 0   | 2     | 1      | 3     |
| 16   | Canadá            | 0   | 1     | 2      | 3     |
| 17   | Italia            | 0   | 1     | 1      | 2     |
| 18   | Alemania          | 0   | 1     | 0      | 1     |
| 19   | Nueva Zelanda     | 0   | 0     | 3      | 3     |
| 20   | Finlandia         | 0   | 0     | 1      | 1     |
| 20   | Reino Unido       | 0   | 0     | 1      | 1     |
| 20   | Trinidad y Tobago | 0   | 0     | 1      | 1     |
|      | TOTAL             | 40  | 41    | 39     | 120   |

## Resultados de saltos

### Masculino
| Evento                          | Oro                                                 | Plata                                               | Bronce                                          |
| ------------------------------- | --------------------------------------------------- | --------------------------------------------------- | ----------------------------------------------- |
| Trampolín 1 m (22.07)           | Li Shixin China 460,95 pts.                         | Ilia Kvasha · Ucrania · 434,30 pts.                 | Kevin Alejandro Chávez · México · 431,55 pts.   |
| Trampolín 3 m (26.07)           | He Chong China 544,95                               | Yevgueni Kuznetsov · Rusia · 508,00                 | Yahel Castillo · México · 498,30                |
| Plataforma 10 m (28.07)         | Qiu Bo China 581,00                                 | David Boudia Estados Unidos 517,40                  | Sascha Klein · Alemania · 508,55                |
| Trampolín 3 m sincro. (23.07)   | Qin Kai He Chong China 448,86                       | Yevgueni Kuznetsov · Ilia Zajarov · Rusia · 428,01  | Jahir Ocampo · Rommel Pacheco · México · 422,79 |
| Plataforma 10 m sincro. (21.07) | Sascha Klein · Patrick Hausding · Alemania · 461,46 | Viktor Minibayev · Artiom Chesakov · Rusia · 445,95 | Cao Yuan Zhang Yanquan China 445,56             |

### Femenino
| Evento                          | Oro                                 | Plata                                                | Bronce                                        |
| ------------------------------- | ----------------------------------- | ---------------------------------------------------- | --------------------------------------------- |
| Trampolín 1 m (23.07)           | He Zi China 307,10 pts.             | Tania Cagnotto · Italia · 307,00 pts.                | Wang Han China 297,75 pts.                    |
| Trampolín 3 m (27.07)           | He Zi China 383,40                  | Wang Han China 356,25                                | Pamela Ware · Canadá · 350,25                 |
| Plataforma 10 m (25.07)         | Si Yajie China 392,15               | Chen Ruolin China 388,70                             | Yuliya Prokopchuk · Ucrania · 358,40          |
| Trampolín 3 m sincro. (20.07)   | Wu Minxia Shi Tingmao China 338,40  | Tania Cagnotto · Francesca Dallapè · Italia · 307,80 | Jennifer Abel · Pamela Ware · Canadá · 292,08 |
| Plataforma 10 m sincro. (22.07) | Chen Ruolin Liu Huixia China 356,28 | Meaghan Benfeito · Roseline Filion · Canadá · 331,41 | Pandelela Pamg Leong Mun Yee Malasia 331,14   |

### Medallero
| Núm. | País           | Oro | Plata | Bronce | Total |
| ---- | -------------- | --- | ----- | ------ | ----- |
| 1    | China          | 9   | 2     | 2      | 13    |
| 2    | Alemania       | 1   | 0     | 1      | 2     |
| 3    | Rusia          | 0   | 3     | 0      | 3     |
| 4    | Italia         | 0   | 2     | 0      | 2     |
| 5    | Canadá         | 0   | 1     | 2      | 3     |
| 6    | Ucrania        | 0   | 1     | 1      | 2     |
| 7    | Estados Unidos | 0   | 1     | 0      | 1     |
| 8    | México         | 0   | 0     | 3      | 3     |
| 9    | Malasia        | 0   | 0     | 1      | 1     |
|      | TOTAL          | 10  | 10    | 10     | 30    |

## Resultados de saltos de gran altura

### Masculino
| Evento       | Oro                                    | Plata                             | Bronce                                  |
| ------------ | -------------------------------------- | --------------------------------- | --------------------------------------- |
| 27 m (31.07) | Orlando Duque · Colombia · 590,20 pts. | Gary Hunt Reino Unido 589,30 pts. | Jonathan Paredes · México · 578,35 pts. |

### Femenino
| Evento       | Oro                                        | Plata                                   | Bronce                              |
| ------------ | ------------------------------------------ | --------------------------------------- | ----------------------------------- |
| 20 m (30.07) | Cesilie Carlton Estados Unidos 211,60 pts. | Ginger Huber Estados Unidos 206,70 pts. | Anna Bader · Alemania · 203,90 pts. |

### Medallero
| Núm. | País           | Oro | Plata | Bronce | Total |
| ---- | -------------- | --- | ----- | ------ | ----- |
| 1    | Estados Unidos | 1   | 1     | 0      | 2     |
| 2    | Colombia       | 1   | 0     | 0      | 1     |
| 3    | Reino Unido    | 0   | 1     | 0      | 1     |
| 4    | Alemania       | 0   | 0     | 1      | 1     |
| 4    | México         | 0   | 0     | 1      | 1     |
|      | TOTAL          | 2   | 2     | 2      | 6     |

## Resultados de natación en aguas abiertas

### Masculino
| Evento        | Oro                                     | Plata                                | Bronce                                |
| ------------- | --------------------------------------- | ------------------------------------ | ------------------------------------- |
| 5 km (20.07)  | Oussama Mellouli Túnez 53:30,4          | Eric Hedlin · Canadá · 53:31,6       | Thomas Lurz · Alemania · 53:32,2      |
| 10 km (22.07) | Spyridon Yanniotis · Grecia · 1:49:11,8 | Thomas Lurz · Alemania · 1:49:14,5   | Oussama Mellouli Túnez 1:49:19,2      |
| 25 km (27.07) | Thomas Lurz · Alemania · 4:47:27,0      | Brian Ryckeman · Bélgica · 4:47:27,4 | Yevgueni Drattsev · Rusia · 4:47:28,1 |

### Femenino
| Evento        | Oro                                   | Plata                                  | Bronce                                     |
| ------------- | ------------------------------------- | -------------------------------------- | ------------------------------------------ |
| 5 km (20.07)  | Haley Anderson Estados Unidos 56:34,2 | Poliana Okimoto · Brasil · 56:34,4     | Ana Marcela Cunha · Brasil · 56:44,7       |
| 10 km (22.07) | Poliana Okimoto · Brasil · 1:58:19,2  | Ana Marcela Cunha · Brasil · 1:58:19,5 | Angela Maurer · Alemania · 1:58:20,2       |
| 25 km (27.07) | Martina Grimaldi · Italia · 5:07:19,7 | Angela Maurer · Alemania · 5:07:19,8   | Eva Mariel Fabian Estados Unidos 5:07:20,4 |

### Mixto
| Evento                   | Oro                                                                    | Plata                                                                       | Bronce                                                               |
| ------------------------ | ---------------------------------------------------------------------- | --------------------------------------------------------------------------- | -------------------------------------------------------------------- |
| 5 km por equipos (25.07) | Alemania · Christian Reichert · Thomas Lurz · Isabelle Harle · 52:54,9 | Grecia · Spyridon Yanniotis · Antonios Fokaidis · Kalliopi Arauzu · 54:03,3 | Brasil · Allan do Carmo · Samuel de Bona · Poliana Okimoto · 54:03,5 |

### Medallero
| Núm. | País           | Oro | Plata | Bronce | Total |
| ---- | -------------- | --- | ----- | ------ | ----- |
| 1    | Alemania       | 2   | 2     | 2      | 6     |
| 2    | Brasil         | 1   | 2     | 2      | 5     |
| 3    | Grecia         | 1   | 1     | 0      | 2     |
| 4    | Estados Unidos | 1   | 0     | 1      | 2     |
| 4    | Túnez          | 1   | 0     | 1      | 2     |
| 6    | Italia         | 1   | 0     | 0      | 1     |
| 7    | Bélgica        | 0   | 1     | 0      | 1     |
| 7    | Canadá         | 0   | 1     | 0      | 1     |
| 9    | Rusia          | 0   | 0     | 1      | 1     |
|      | TOTAL          | 7   | 7     | 7      | 21    |

## Resultados de natación sincronizada
| Evento                        | Oro | Plata | Bronce |
| ----------------------------- | --- | --- | --- |
| Solo rutina técnica (20.07)   | Svetlana Romashina · Rusia · 96,800 pts. | Huang Xuechen China 95,500 pts. | Ona Carbonell · España · 94,400 pts. |
| Solo prueba libre (24.07)     | Svetlana Romashina · Rusia · 97,340 | Huang Xuechen China 95,720 | Ona Carbonell · España · 94,290 |
| Dúo rutina técnica (21.07)    | Svetlana Kolesnichenko · Svetlana Romashina · Rusia · 97,300 | Jiang Tingting Jiang Wenwen China 94,900 | Ona Carbonell · Margalida Crespí · España · 93,800 |
| Dúo prueba libre (25.07)      | Svetlana Kolesnichenko · Svetlana Romashina · Rusia · 97,680 | Jiang Tingting Jiang Wenwen China 95,350 | Ona Carbonell · Margalida Crespí · España · 94,990 |
| Equipo rutina técnica (22.07) | Vlada Chiguiriova · Daria Korobova · Alexandra Patskevich · Yelena Prokofieva · Alla Shishkina · Mariya Shurochkina · Anzhelika Timanina · Alexandra Zueva · Rusia · 96,600                                    | Clara Basiana · Alba Cabello · Ona Carbonell · Margalida Crespí · Thais Henríquez · Paula Klamburg · Meritxell Mas · Cristina Salvador · España · 94,400                         | Lolita Ananasova · Olena Grechyjina · Hanna Klymenko · Kateryna Reznik · Olexandra Sabada · Kateryna Sadurska · Anastasiya Savchuk · Anna Voloshyna · Ucrania · 93,300                                       |
| Equipo prueba libre (26.07)   | Vlada Chiguiriova · Daria Korobova · Alexandra Patskevich · Yelena Prokofieva · Alla Shishkina · Mariya Shurochkina · Anzhelika Timanina · Svetlana Kolesnichenko · Rusia · 97,400                             | Clara Basiana · Alba Cabello · Ona Carbonell · Margalida Crespí · Thais Henríquez · Paula Klamburg · Meritxell Mas · Sara Levy · España · 94,230                                 | Lolita Ananasova · Olena Grechyjina · Hanna Klymenko · Olexandra Sabada · Kateryna Sadurska · Anastasiya Savchuk · Anna Voloshyna · Olha Zolotarova · Ucrania · 93,640                                       |
| Combinación libre (27.07)     | Vlada Chiguiriova · Mijaela Kalancha · Daria Korobova · Anisia Oljova · Alexandra Patskevich · Yelena Prokofieva · Alla Shishkina · Mariya Shurochkina · Anzhelika Timanina · Alexandra Zueva · Rusia · 97,060 | Clara Basiana · Alba Cabello · Ona Carbonell · Margalida Crespí · Thais Henríquez · Paula Klamburg · Sara Levy · Meritxell Mas · Laia Pons · Cristina Salvador · España · 94,620 | Lolita Ananasova · Maryna Goliadkina · Olena Grechyjina · Hanna Klymenko · Kateryna Reznik · Olexandra Sabada · Kateryna Sadurska · Anastasiya Savchuk · Anna Voloshyna · Olha Zolotarova · Ucrania · 93,350 |

### Medallero
| Núm. | País    | Oro | Plata | Bronce | Total |
| ---- | ------- | --- | ----- | ------ | ----- |
| 1    | Rusia   | 7   | 0     | 0      | 7     |
| 2    | China   | 0   | 4     | 0      | 4     |
| 3    | España  | 0   | 3     | 4      | 7     |
| 4    | Ucrania | 0   | 0     | 3      | 3     |
|      | TOTAL   | 7   | 7     | 7      | 21    |

## Resultados de waterpolo
| Evento            | Oro     | Plata      | Bronce  |
| ----------------- | ------- | ---------- | ------- |
| Masculino (03.08) | Hungría | Montenegro | Croacia |
| Femenino (02.08)  | España  | Australia  | Hungría |

### Medallero
| Núm. | País       | Oro | Plata | Bronce | Total |
| ---- | ---------- | --- | ----- | ------ | ----- |
| 1    | Hungría    | 1   | 0     | 1      | 2     |
| 2    | España     | 1   | 0     | 0      | 1     |
| 3    | Australia  | 0   | 1     | 0      | 1     |
| 3    | Montenegro | 0   | 1     | 0      | 1     |
| 5    | Croacia    | 0   | 0     | 1      | 1     |
|      | TOTAL      | 2   | 2     | 2      | 6     |

## Medallero total
| Núm. | País              | Oro | Plata | Bronce | Total |
| ---- | ----------------- | --- | ----- | ------ | ----- |
| 1    | Estados Unidos    | 15  | 10    | 9      | 34    |
| 2    | China             | 14  | 8     | 4      | 26    |
| 3    | Rusia             | 9   | 6     | 4      | 19    |
| 4    | Francia           | 4   | 1     | 4      | 9     |
| 5    | Hungría           | 4   | 1     | 2      | 7     |
| 6    | Australia         | 3   | 11    | 0      | 14    |
| 7    | Alemania          | 3   | 3     | 4      | 10    |
| 8    | Brasil            | 3   | 2     | 5      | 10    |
| 9    | Sudáfrica         | 3   | 1     | 1      | 5     |
| 10   | España            | 1   | 6     | 5      | 12    |
| 11   | Italia            | 1   | 3     | 1      | 5     |
| 12   | Dinamarca         | 1   | 3     | 0      | 4     |
| 13   | Japón             | 1   | 2     | 3      | 6     |
| 14   | Grecia            | 1   | 1     | 0      | 2     |
| 14   | Lituania          | 1   | 1     | 0      | 2     |
| 14   | Suecia            | 1   | 1     | 0      | 2     |
| 17   | Países Bajos      | 1   | 0     | 3      | 4     |
| 18   | Túnez             | 1   | 0     | 1      | 2     |
| 19   | Colombia          | 1   | 0     | 0      | 1     |
| 20   | Canadá            | 0   | 3     | 4      | 7     |
| 21   | Polonia           | 0   | 2     | 1      | 3     |
| 22   | Ucrania           | 0   | 1     | 4      | 5     |
| 23   | Reino Unido       | 0   | 1     | 1      | 2     |
| 24   | Bélgica           | 0   | 1     | 0      | 1     |
| 24   | Montenegro        | 0   | 1     | 0      | 1     |
| 26   | México            | 0   | 0     | 4      | 4     |
| 27   | Nueva Zelanda     | 0   | 0     | 3      | 3     |
| 28   | Croacia           | 0   | 0     | 1      | 1     |
| 28   | Finlandia         | 0   | 0     | 1      | 1     |
| 28   | Malasia           | 0   | 0     | 1      | 1     |
| 28   | Trinidad y Tobago | 0   | 0     | 1      | 1     |
|      | TOTAL             | 68  | 69    | 67     | 204   |

## Plusmarcas mundiales
Las siguientes plusmarcas mundiales se establecieron durante la competición:
| Fecha       | Evento                | Ronda        | Tiempo   | Deportista            | Nación         |
| ----------- | --------------------- | ------------ | -------- | --------------------- | -------------- |
| 29 de julio | 100 m braza femenino  | Semifinales  | 1:04,35  | Rūta Meilutytė        | Lituania       |
| 30 de julio | 1500 m libre femenino | Final        | 15:36,53 | Katie Ledecky         | Estados Unidos |
| 1 de agosto | 200 m braza femenino  | Semifinales  | 2:19,11  | Rikke Møller Pedersen | Dinamarca      |
| 3 de agosto | 50 m braza femenino   | Eliminatoria | 29,78    | Yuliya Yefímova       | Rusia          |
| 3 de agosto | 50 m braza femenino   | Semifinales  | 29,48    | Rūta Meilutytė        | Lituania       |
| 3 de agosto | 800 m libre femenino  | Final        | 8:13,86  | Katie Ledecky         | Estados Unidos |

## Incidentes y acontecimientos
- El día 25, el Comité Organizador tomó la decisión de guardar un minuto de silencio al inicio de cada competición por lo ocurrido en la catástrofe de Santiago de Compostela el día 24.[15]
- Michael Phelps, considerado el mejor nadador de la historia, acudió a Barcelona para ser homenajeado por la organización de BCN2013. En este homenaje se le regaló al exnadador una réplica de un gran mosaico de estilo gaudiano en el que aparece una foto suya nadando mariposa.[16]
- El equipo español de natación, anfitrión de los Campeonatos, obtuvo los mejores resultados de la historia para la delegación española, consiguiendo 12 medallas: 1 de oro, 6 de plata y 5 de bronce y concluyendo como el quinto país con más medallas logradas.[17]